# ESTCube-1

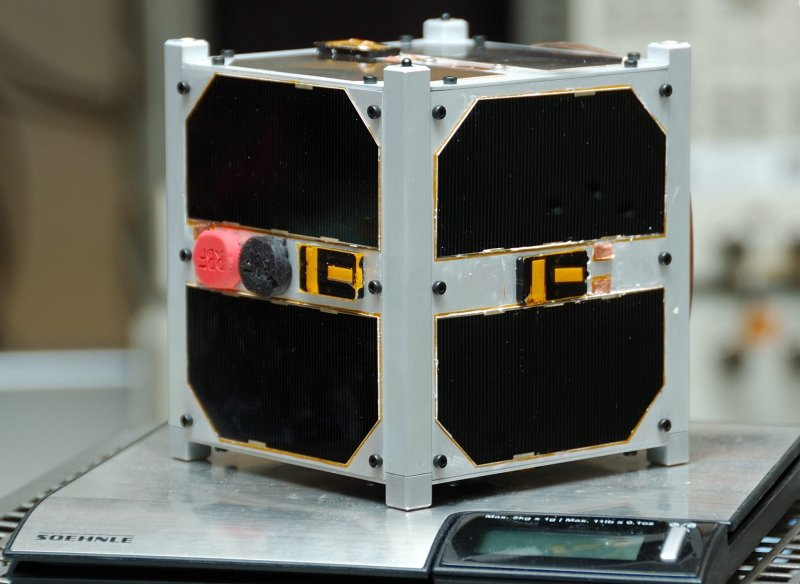
Satelit v prosinci 2012

ESTCube-1 je první estonský satelit. Připravili jej studenti v rámci edukativního programu využívání satelitních technologií. Do něho se zapojili studenti jak vysokých škol, tak i škol středních. Na jeho tvorbě se podíleli především studenti Tartuské univerzity. Satelit je modifikací mezinárodního standardu pro malé satelity, který nese název CubeSat.
Satelit byl vynesen do vesmíru dne 7. května 2013 na palubě rakety ESA s názvem Vega (z francouzského kosmodromu v Kourou). Náklady na tuto akci dosáhly cca 100 000 €.
Satelit patří svojí velikostí mezi pikosatelity, jeho rozměry představují 10 x 10 x 11,35 cm; má objem 1 litr a hmotnost 1,048 kg. Jeho hlavním cílem je test tzv. elektronické sluneční plachetnice (anglicky solar sail).